# Açude Mocambo
O Açude Mocambo é um reservatório do município de Patos, no estado da Paraíba. Custou aos cofres da União, em parceria com o Município, algo em torno de R$ 1 milhão. Os recursos foram conseguidos via emenda parlamentar do ex-deputado federal Benjamin Maranhão. Sua capacidade de armazenagem é de 1 milhão de metros cúbicos.